# Édouard Sacher
Pour les articles homonymes, voir Sacher.

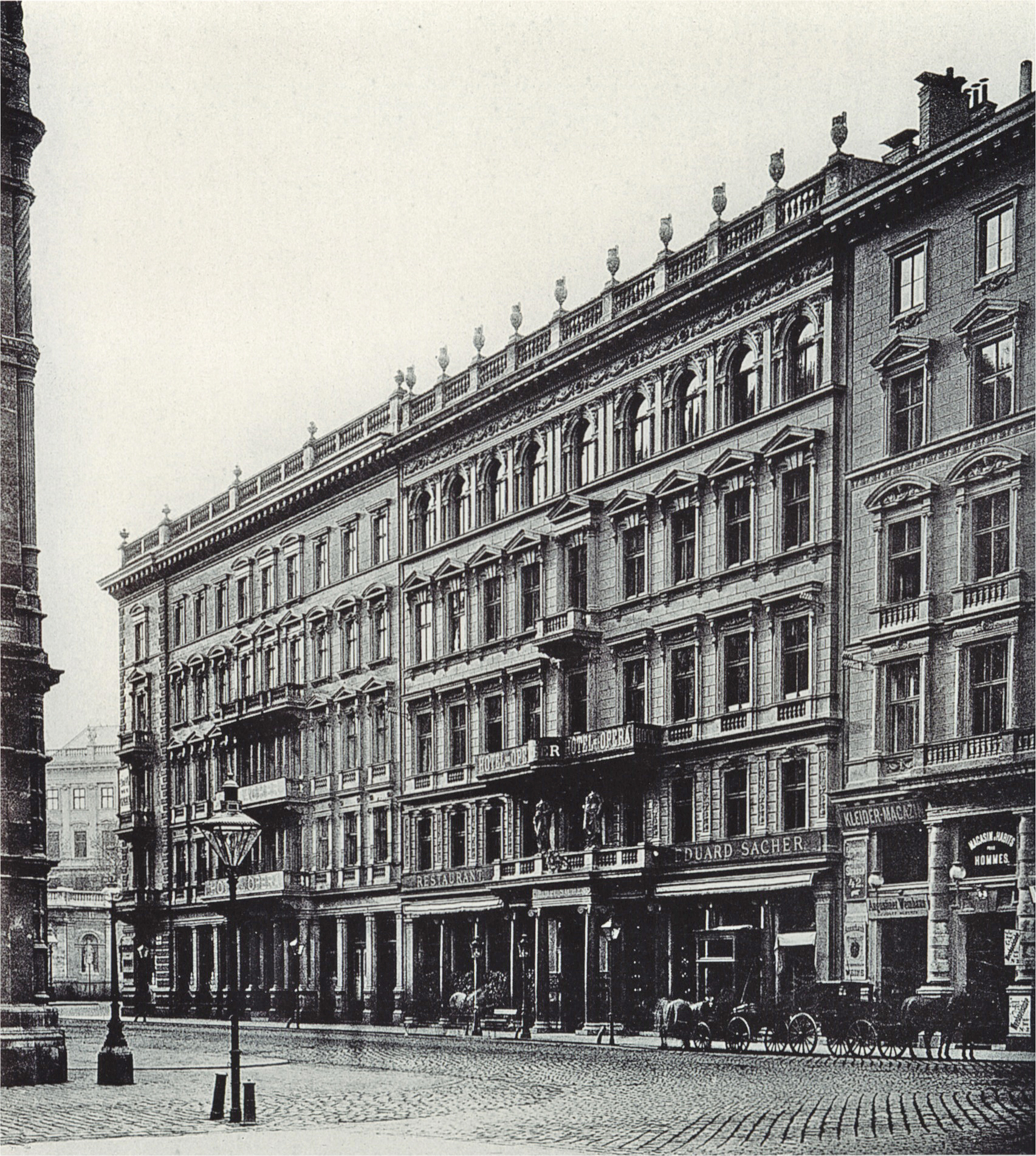
L'Hôtel Sacher de Vienne fondé par Eduard Sacher en 1876.

Eduard Sacher (Zseliz, empire austro-hongrois, 8 février 1843 - Vienne, 22 novembre 1892) est un hôtelier viennois, fils de l'inventeur de la Sachertorte, Franz Sacher. Eduard fonde en 1876 l'Hôtel Sacher, palace viennois dont Anna, son épouse, reprend la direction à sa mort.